# Революционная социалистическая партия (Нидерланды)

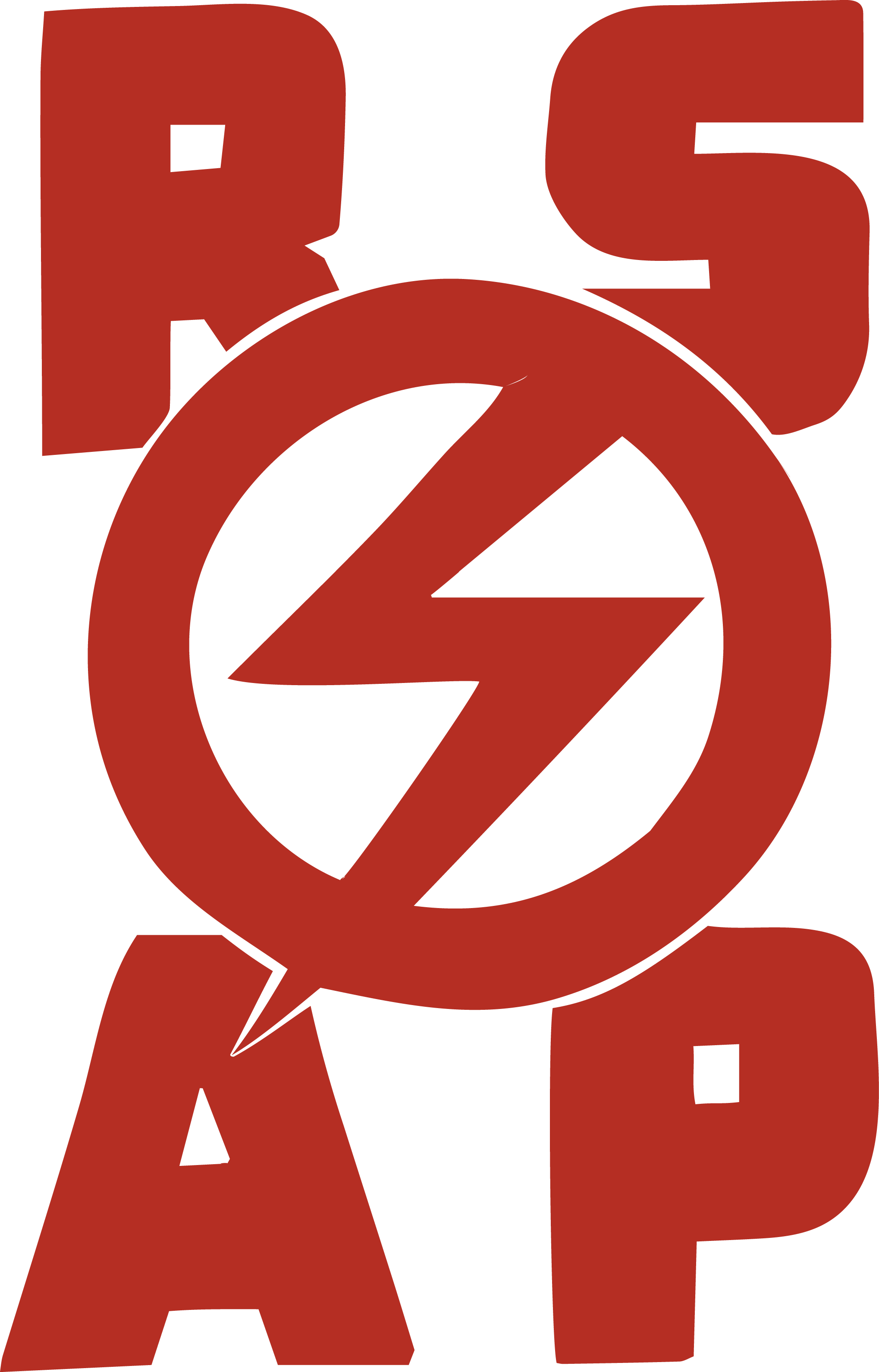
Эмблема РСРП на выборах 1937 года

Революционная социалистическая партия (нидерл. Revolutionair Socialistische Partij, RSP; 1929—1935), после слияния с Независимой социалистической партией Революционно-социалистическая рабочая партия (нидерл. Revolutionair-Socialistische Arbeiderspartij, RSAP; 1935—1940) — леворадикальная революционно-социалистическая политическая партия в Нидерландах, часто определяемая также как антисталинистская коммунистическая, троцкистская и синдикалистская.

## История

### Создание партии
Её единственным лидером и представителем в парламенте (с 1933 по 1937 год) был марксист и деятель Коминтерна (один из основателей Компартий Китая и Индонезии) Хенк Сневлит, в 1927 году покинувший ряды Коммунистической партии Нидерландов. Накануне своего избрания в нижнюю палату Генеральных штатов он был арестован за причастность к организации в 1933 году мятежа индонезийских матросов на броненосце «De Zeven Provinciën»; избирательная кампания проходила в том числе под лозунгами его освобождения.
В РСП вошли как участники группы Сневлита (Революционного социалистического союза), исключенные из Компартии, так и бывшие члены Социалистической партии, близкой к анархо-синдикализму. В Независимой социалистической партии (НСП) состояли преимущественно выходцы из левого крыла Социал-демократической рабочей партии Нидерландов, на которых повлияли идеи коммунизма рабочих советов, во главе с Жаком де Кадтом и Пьетом Шмидтом. Последний стал председателем объединённой РСРП, но в 1936 году, после того, как выступил с резкой критикой сталинских репрессий в СССР, был исключён из партии. Часть других бывших членов НСП покинула РСРП ещё раньше, учредив Лигу революционных социалистов.

### Идейные принципы и цели
РСРП стояла на позициях классовой борьбы, мировой социалистической революции и неприятия сталинской модели «социализма в отдельно взятой стране». Имела поддержку преимущественно в среде городской левой интеллигенции Амстердама, а также синдикалистского профобъединения Национальный секретариат труда.
Партия проводила кампании за улучшение условий труда (сокращение рабочего дня до 6 часов, гарантии для работающих женщин и молодёжи, обязательные отпуска и запрет ночного труда); установление минимальной зарплаты; борьбу с безработицей; выход на пенсию с 55 лет; равные права для женщин и мужчин; ликвидацию института монархии и верхней палаты парламента (Сената); амнистию для политических заключённых и отказников совести; замену армии рабочей милицией; деколонизацию Голландской Ост-Индии.

### Трудности и война
Не завоевав ни одного места на выборах 1937 года, партия оказалась зажата со всех сторон: правительство запретило государственным служащим состоять в Национальном секретариате труда или Революционной социалистической рабочей партии, видных членов РСРП преследовали за «оскорбление глав дружественных государств» наподобие Гитлера, Компартия вела собственные кампании против «контрреволюционной троцкистской секты», включавшие физическое насилие против участников РСРП; наконец, идеологический разрыв Сневлита с Троцким лишил партию международных контактов.
РСРП была запрещена за день до капитуляции Нидерландов во Второй мировой войне. Члены партии продолжили действовать в подполье, создав Фронт Маркса-Ленина-Люксембург (Marx-Lenin-Luxemburg-front). Эта организация Движения Сопротивления была в числе организаторов февральской забастовки 1941 года, но руководство МЛЛ—Фронта в полном составе (Х. Сневлит, А. Менист, В. Доллеман, Дж. Услах, Дж. Шхрифер, К. Герритсен, Дж. Эдель и П. Виттефин) было схвачено гестапо. Семеро из восьми (одному удалось покончить с собой) были казнены в ночь с 12 на 13 апреля 1942. Смерть они встретили героически: пением «Интернационала».
После освобождения Нидерландов деятельность партии не была восстановлена. Её попытка найти третий путь радикального и демократического социализма между авторитарным сталинизмом и реформистской социал-демократией была, впрочем, продолжена послевоенной Пацифистской социалистической партией.

## Международные связи
Поддерживала связи с международным троцкистским движением, входила в Международную коммунистическую лигу. В 1934 году подписала декларацию четырёх вместе с Международной коммунистической лигой, возглавляемой Л. Д. Троцким, голландской Независимой социалистической партией и Социалистической рабочей партией Германии.
Однако в конце концов РСРП порвала с троцкистами и стала частью Международного бюро революционного социалистического единства (International Bureau of Revolutionary Socialist Unity) вместе с британской Независимой лейбористской партией и испанской Рабочей партией марксистского единства (ПОУМ); многие добровольцы-интернационалисты РСРП сражались в испанской гражданской войне на стороне республиканцев в рядах созданной ПОУМ Интернациональной колонны Ленина на Арагонском фронте. Она так и не вошла в Четвёртый интернационал из-за разногласий своего лидера Хенка Сневлита со Львом Троцким, который критиковал партию как «центристскую».